# František Raba
František Raba (* 27. června 1964 Karlovy Vary) je český kontrabasista a baskytarista. Absolvoval Státní konzervatoř v Praze. Poté působil v Pražském symfonickém orchestru FOK či v jazzové skupině Brigáda bratří Pelců. V letech 1991–1994 hrál na kontrabas v kapele Nerez. Se Zuzanou Navarovou, zpěvačkou a jednou z autorů repertoáru skupiny, během toho spolupracoval také na sólové nahrávce Caribe (1992), byl také společně s Michalem Tesařem aranžérem alba. Písničky z alba poté hrál se skupinou Caribe Jazz Quintet. V roce 1998 pak byl zakládajícím členem kapely kolem Zuzany Navarové a Ivána Gutiérreze Koa, kde hrál na kontrabas a po smrti Navarové v roce 2004 zde hrál i na baskytaru, zpíval a stal se i jedním z autorů repertoáru. Koa ukončila činnost v roce 2010.
Je dvorním kontrabasistou zpěvačky Jitky Zelenkové, s níž natočil několik alb a doprovází ji taky na jejích vystoupeních.
Hrál v prvním českém zpracování muzikálu Jesus Christ Superstar, v orchestru Evity a dalších muzikálech. Hraje s Jiřím Suchým (např. album Znám tolik písní…, 1996) či ve skupině Camael, častý člen doprovodné kapely sopranistky Markéty Mátlové, je členem doprovodného tria zpěvačky Dáši Zázvůrkové, hostoval při nahrávání řady alb (Radůza: Andělové z nebe, 2001, Při mně stůj, 2003, V hoře, 2005; Martina Trchová: Čerstvě natřeno, 2005; Ivan Hlas: Vítr ve vlasech, 2014; Markéta Mátlová: Simple Thing, 2014, Perfect Day, 2016).
V současnosti také hraje v Národním divadle v představení Bláznivý den aneb Figarova svatba
Od ledna roku 2017 se stal členem hudební skupiny Prague Queen.